# Parque natural Apuseni
El parque natural Apuseni (en rumano: Parcul Natural Apuseni) es un área protegida (parque natural categoría V UICN) situada en Rumanía, en el territorio administrativo de los condados de Alba, Bihor y Cluj.

## Ubicación
El parque natural está situado en el oeste de Rumanía, en la vertiente centro-norte de los montes Apuseni, que comprende una parte de los montes Bihor al sur y los montes Vlădeasa al norte.

## Descripción
El parque natural de Apuseni, con una superficie de 75 784 ha, fue declarado área natural protegida por la Ley número 5 del 6 de marzo de 2000 (publicada en el Monitorul Oficial de Rumanía, número 152 del 12 de abril de 2000) y representa una zona montañosa (picos de montaña, circos, cuevas, valles, zonas cársticas, bosques y pastos), con flora y fauna específicas de los Cárpatos occidentales.
Reservas naturales incluidas en el parque: Izbucul de la Cotețul Dobreștilor (0,20 ha), Izbucul Mătișești (2 ha), Izbucul Tăuzului (1 ha), Cueva Coiba Mare (0. 50 ha), Avenul din Hoanca Urzicarului (1 ha), Scărișoara Cave (1 ha) y Ghețarul de la Vârtop (1 ha) en el condado de Alba; Pietrele Galbenei (6,30 ha), Cetatea Rădesei Cave (20 ha), Poiana Florilor (1 ha), Platoul Carstic Padiș (39 ha), Valea Galbenei (70. 50 ha), Valle de Sighiștel (412,60 ha), Vârful Biserica Moțului (3 ha), Meseta kárstica de Lumea Pierdută (39 ha), Fortaleza de Ponorului (14,90 ha), Glaciar de la Cueva Focul Viu (0,10 ha), Cueva Ciur Izbuc (0. 10 ha), la cueva de Micula (0,10 ha), la cueva de Urșilor (1 ha), la cueva de Smeii de la Onceasa (0,50 ha) y la cueva de Cerbului-Avenul cu Vacă (45 ha) en el condado de Bihor; Molhașul Mare de la Izbuc (8 ha) en el condado de Cluj.